# Mathew Ryan
Mathew David Ryan (Plumpton, Nova Gal·les del Sud, Austràlia, 8 d'abril de 1992) és un futbolista internacional australià que juga com a porter al RC Lens i a la selecció australiana.
Va fer el seu debut com a internacional absolut en 2012, substituint al seu ídol d'infantesa, Mark Schwarzer, com a porter titular de la selecció australiana. Va participar en a la Copa del Món de Futbol de 2014 i la Copa d'Àsia 2014, guanyant el premi al millor porter a aquell últim torneig, disputat a Austràlia.

## Biografia
Ryan va nàixer a Plumpton, i estudià al centre especialitzat Westfields Sports High School. A més del seu passaport australià, Ryan també compta amb un passaport britànic. Va començar a disputar este esport amb quatre anys, jugant per al Blacktown City i per al Central Coast Mariners FC abans de fer el seu debut professional amb Blacktown City. Després de tornar a jugar amb Central Coast en 2010, Ryan va fitxar pel Club Brugge en 2013, i pel València CF en 2015.

### Reial Societat
El 12 de juliol de 2021, va fitxar per la Reial Societat de La Liga. Hi va debutar el 23 de setembre, ajudant l'equip a guanyar 3–2 a fora contra el Granada CF.

### Copenhagen
El 9 d'agost de 2022, Ryan va fitxar pel FC Copenhagen de la lliga danesa, per dos anys.